# Liste der Naturdenkmale in Friedrichswalde
Die Liste der Naturdenkmale in Friedrichswalde nennt die Naturdenkmale in der Gemeinde Friedrichswalde im Landkreis Barnim in Brandenburg (Stand Oktober 2001).
In den Spalten befinden sich folgende Informationen:
- Nr.: Identifizierungsnummer nach veröffentlichter Liste. Sie wird von der unteren Naturschutzbehörde des Landkreises oder der kreisfreien Stadt vergeben. Wenn sie bekannt ist, wird sie angegeben. In dieser Spalte kann sich zusätzlich das Wort Wikidata befinden, der entsprechende Link führt zu Angaben zu diesem Naturdenkmal bei Wikidata.
- Bezeichnung: Benennung des Naturdenkmals, in der Regel wird bei Bäume die Baumart genannt. Bekannte Eigennamen werden mit angegeben.
- Gemarkung: Ort oder Gemarkung, in der sich das Naturdenkmal befindet
- Lage: Nennt die Lage des Naturdenkmals im jeweiligen Ortsteil und die geografischen Koordinaten des Naturdenkmals. Link zu einem Kartenansichtstool, um Koordinaten zu setzen. In der Kartenansicht sind Naturdenkmale ohne Koordinaten mit einem roten beziehungsweise orangen Marker dargestellt und können in der Karte gesetzt werden. Denkmale ohne Bild sind mit einem blauen bzw. roten Marker gekennzeichnet, Denkmale mit Bild mit einem grünen beziehungsweise orangen Marker.
- Beschreibung: die Beschreibung des Naturdenkmales
- Schutzzweck: Erläutert den Grund der Unterschutzstellung
- Bild: Zeigt ein Bild des Naturdenkmales und gegebenenfalls ein Link zu weiteren Fotos im Medienarchiv Wikimedia Commons

## Bäume
| Bild | Bezeichnung  | Lage | Beschreibung                                               | Schutzzweck                                    | Nummer |
| ---- | ------------ | --- | ---------------------------------------------------------- | ---------------------------------------------- | ------ |
| BW   | Stiel-Eiche  | Glambeck, ca. 80 m im Schlosspark, neben der Abwasseranlage (53° 1′ 25,6″ N, 13° 49′ 5,3″ O)                           | - Höhe: 30,50 m - Umfang: 5,68 m - Kronendurchmesser: 32 m | landeskundliche Bedeutung, Schönheit, Eigenart | 180-01 |
| BW   | Winter-Linde | Glambeck, Weg von der Straße zur Welse-Kirche, ca. 30 m vor der Kirche rechts am Weg (53° 1′ 19,9″ N, 13° 49′ 30,2″ O) | - Höhe: 26,00 m - Umfang: 5,20 m - Kronendurchmesser: 15 m | landeskundliche Bedeutung, Schönheit, Eigenart | 180-02 |